# Maria Paudler
Maria Therese Paudler (née le 20 juin 1903 à Bodenbach, morte le 17 août 1990 à Munich) est une actrice allemande.

## Biographie
Fille d'un architecte des Sudètes, elle suit d'abord une école de commerce puis de couture. Sur la recommandation de l'acteur Wilhelm Klitsch, elle va au conservatoire de Prague pour se former en tant qu'actrice vers la fin de la Première Guerre mondiale.
À Aussig, la jeune femme de 17 ans obtient son premier rôle avec Gretchen dans Faust de Goethe en 1921. Puis elle travaille au Landestheater de Prague et, en 1923, Leopold Jessner  en fait la partenaire d'Alexander Moissi au Preußisches Staatstheater de Berlin. À partir de 1926, on la voit régulièrement au cinéma.
En 1930, elle obtient des engagements à la Komödienhaus et à la Volksbühne, ainsi qu'au Theater in der Josefstadt à Vienne et au Deutsches Theater de Munich. Dans cette décennie, elle est moins présente au cinéma, dans des rôles de moins en moins importants.
Elle bénéficie pendant l'Occupation de livraisons d'oeuvres d'art volés aux Juifs parisiens.
Après avoir été expulsée des Sudètes en 1945, Maria Paudler se rend à Dresde, où elle se produit et dirige jusqu'en 1948. De 1949 à 1951, elle est contrainte de faire une pause après un grave accident de voiture car il y a un risque de cécité. En 1950, elle arrive à Hambourg depuis la RDA par Berlin. Parfois, elle dirige son propre théâtre en tournée. Elle apparaît à la télévision. En 1968, elle reçoit un Bambi, et en 1982, elle reçoit le Filmband in Gold pour de nombreuses années de travail exceptionnel dans le cinéma allemand.
Maria Paudler fait un premier mariage avec l'acteur Georg Czimag, puis a une liaison avec l'acteur Harry Liedtke. De son deuxième mariage avec le réalisateur et acteur Kurt Skalden, naît son fils, l'acteur Norbert Skalden.

## Filmographie
- 1926 : Die vom anderen Ufer
- 1926 : Der Veilchenfresser
- 1926 : On ne badine pas avec l'amour
- 1926 : Der Jüngling aus der Konfektion
- 1926 : Madame ne veut pas d'enfants
- 1927 : Die Lorelei
- 1927 : Kleinstadtsünder
- 1927 : Orient-Express
- 1927 : Die weiße Spinne
- 1927 : Wochenendzauber
- 1927 : Das gefährliche Alter (de)
- 1927 : Die indiskrete Frau
- 1927 : L'Étudiant pauvre (de)
- 1928 : Majestät schneidet Bubiköpfe
- 1928 : Dragonerliebchen
- 1928 : Mein Freund Harry
- 1928 : Heiratsfieber
- 1928 : Der Raub der Sabinerinnen (de)
- 1928 : Ein Mädel mit Temperament
- 1929 : Das letzte Fort (de)
- 1929 : Liebe im Schnee
- 1929 : Das närrische Gluck
- 1929 : Großstadtjugend
- 1929 : Die fidele Herrenpartie
- 1930 : Oh Mädchen, mein Mädchen, wie lieb ich Dich
- 1930 : Ehestreik
- 1930 : Capitaine de corvette
- 1930 : Zwei Welten (de)
- 1931 : Der falsche Ehemann
- 1931 : Trara um Liebe
- 1931 : Solang’ noch ein Walzer von Strauß erklingt
- 1931 : Strohwitwer
- 1931 : Einer Frau muß man alles verzeih'n
- 1931 : Sang viennois
- 1933 : Wenn am Sonntagabend die Dorfmusik spielt
- 1934 : Der junge Baron Neuhaus
- 1935 : Liebe geht - wohin sie will
- 1936 : Junges Blut
- 1936 : Unsterbliche Melodien
- 1936 : Dorfmusik
- 1937 : So weit geht die Liebe nicht
- 1938 : Ein Mädchen geht an Land (de)
- 1938 : Das Verlegenheitskind (de)
- 1941 : Ehe man Ehemann wird
- 1951 : Professor Nachtfalter (de)
- 1952 : Einmal am Rhein (de)
- 1953 : Ne craignez pas les grosses bêtes
- 1954 : Une histoire d'amour
- 1954 : Keine Angst vor Schwiegermüttern (de)
- 1957 : Ferien auf Immenhof (de)
- 1958 : Grabenplatz 17 (de)
- 1962 : Schönes Wochenende (TV)
- 1964 : Schaufensterpuppen (TV)
- 1966 : Miranda (TV)
- 1966 : Zwei wie wir … und die Eltern wissen von nichts (de)
- 1969 : Kellerassel (TV)
- 1970 : Miss Molly Mill (série télévisée, épisode Bombenshow)
- 1971 : Frei nach Mark Twain (série télévisée, épisode So was nennt man Glückspilz)
- 1974 : Ay, ay, Sheriff (TV)
- 1974 : Der Kommissar (série télévisée, épisode Spur von kleinen Füßen)
- 1984 : Polizeiinspektion 1 (série télévisée, épisode Zwei Furchen auf dem Sonnenberg)